# ناحية القبو
ناحية القبو إحدى نواحي سوريا تتبع إداريّاً لمحافظة حمص منطقة حمص ومركزها بلدة القبو، بلغ تعداد سكان الناحية 18,636 نسمة حسب التعداد السكاني لعام 2004.

## بلدات وقرى ناحية القبو
فاحل، أوتان، القبو، القناقية، رباح، شرقلية، الشنية.